# Fica Entre Nós
Fica Entre Nós é uma minissérie brasileira produzida pela Gusta Film e distribuída através do Instagram de criadores de conteúdo que estão no elenco. A série tem roteiro de Rob Gordon e direção de Rodrigo Fernandes. A primeiro temporada foi lançada em 18 de abril de 2023 com episódios diários.  

## Enredo
Duda nunca perdeu a esperança de reencontrar seu namorado, Gab, que desapareceu sem deixar vestígios, e tenta seguir a vida ao lado dos amigos Cissa e Bruno. Mas tudo muda quando os três encontram o corpo de Gab numa floresta. O choque de Duda se torna ainda maior quando Gab aparece para ela. O rapaz sabe que está morto, mas não se lembra como isso aconteceu. Ele pede ajuda a Duda para descobrir quem está por trás do crime. A partir daí, dá-lhe suspense, com a possibilidade de que o assassino esteja muito mais próximo do que eles imaginam.  

## Elenco
- Gusta Stockler como Gabriel (Gab)
- Thalita Meneguim como Eduarda (Duda)
- Gabie Fernandes como Cissa
- Diego Cruz como Bruno
- Ernesto Thiago como Policial